# Zahra Bani
Zahra Bani (ur. 31 grudnia 1979 w Mogadiszu) – włoska lekkoatletka pochodzenia somalijskiego, specjalizująca się w rzucie oszczepem.
W 2008 bez powodzenia startowała w igrzyskach olimpijskich (nie zaliczyła żadnej mierzonej próby w eliminacjach). Dwukrotnie uczestniczyła w mistrzostwach świata. W karierze zdobyła dwa srebrne krążki igrzysk śródziemnomorskich. Wielokrotna mistrzyni Włoch. Rekord życiowy: 62,75 (14 sierpnia 2005, Helsinki).

## Osiągnięcia
| Rok  | Impreza                                 | Miejsce       | Pozycja              | Wynik |
| ---- | --------------------------------------- | ------------- | -------------------- | ----- |
| 1998 | Mistrzostwa świata juniorów             | Annecy        | el. – 13. miejsce    | 44,38 |
| 1999 | Młodzieżowe mistrzostwa Europy          | Göteborg      | 6. miejsce           | 51,90 |
| 2001 | Zimowy puchar Europy w rzutach          | Nicea         | 6. miejsce           | 51,10 |
| 2003 | Zimowy puchar Europy w rzutach          | Gioia Tauro   | 10. miejsce          | 54,10 |
| 2005 | Superliga pucharu Europy                | Florencja     | 3. miejsce           | 61,66 |
| 2005 | Igrzyska śródziemnomorskie              | Almería       | 2. miejsce           | 62,36 |
| 2005 | Uniwersjada                             | Izmir         | 6. miejsce           | 55,02 |
| 2005 | Mistrzostwa świata                      | Helsinki      | 5. miejsce           | 62,75 |
| 2005 | Światowy finał lekkoatletyczny IAAF     | Monako        | 8. miejsce           | 55,02 |
| 2006 | Zimowy puchar Europy                    | Tel Awiw-Jafa | 5. miejsce           | 56,54 |
| 2006 | I liga pucharu Europy                   | Praga         | 3. miejsce           | 59,35 |
| 2006 | Mistrzostwa Europy                      | Göteborg      | 9. miejsce           | 57,91 |
| 2006 | Światowy finał lekkoatletyczny IAAF     | Stuttgart     | 6. miejsce           | 60,54 |
| 2007 | Zimowy puchar Europy                    | Jałta         | 3. miejsce           | 58,95 |
| 2007 | Mistrzostwa świata                      | Osaka         | el. – 14. miejsce    | 59,02 |
| 2008 | Zimowy puchar Europy                    | Split         | 2. miejsce           | 59,42 |
| 2008 | Igrzyska olimpijskie                    | Pekin         | niesklasyfikowana    |       |
| 2008 | Światowy finał lekkoatletyczny IAAF     | Stuttgart     | 4. miejsce           | 60,22 |
| 2009 | Zimowy puchar Europy                    | Teneryfa      | 7. miejsce           | 55,19 |
| 2009 | Superliga drużynowych mistrzostw Europy | Leiria        | 4. miejsce           | 59,11 |
| 2009 | Igrzyska śródziemnomorskie              | Pescara       | 2. miejsce           | 60,65 |
| 2010 | Zimowy puchar Europy                    | Arles         | 8. miejsce           | 56,93 |
| 2010 | Superliga drużynowych mistrzostw Europy | Bergen        | 7. miejsce           | 54,79 |
| 2010 | Mistrzostwa Europy                      | Barcelona     | 11. miejsce          | 53,67 |
| 2011 | Zimowy puchar Europy                    | Sofia         | 4. miejsce           | 54,55 |
| 2011 | Superliga drużynowych mistrzostw Europy | Sztokholm     | 6. miejsce           | 55,92 |
| 2012 | Zimowy puchar Europy w rzutach          | Bar           | 7. miejsce           | 56,99 |
| 2012 | Mistrzostwa Europy                      | Helsinki      | 12. miejsce          | 53,40 |
| 2015 | Zimowy puchar Europy w rzutach          | Leiria        | 3. miejsce (Grupa B) | 51,32 |
| 2017 | Puchar Europy w rzutach                 | Las Palmas    | 8. miejsce           | 55,85 |